# Идей (митология)
Вижте пояснителната страница за други значения на Идей.
Идей (на старогръцки: Ἰδαῖος, Idaios) в гръцката митология e цар на Аркадия на п-в Пелопонес, Южна Гърция през 11 – 7 век пр.н.е., син на Дардан и първата му съпруга Хриса, дъщерята на титана Палант, внучка на Крий. Той е брат на Деймант.
С баща си той напуска Аркадия и тръгва през Самотраки за Фригия, където се заселва на планината Ида, на която дава своето име. Там той въвежда култа на голямата майка на боговете Кибела и ѝ построява храм. Дардан живее в Троас.